# Bunji Kimura
Bunji Kimura (木村 文治, Kimura Bunji) est un footballeur japonais né le 27 juillet 1944.

## Palmarès de joueur
- Champion du Japon en 1971
- Vainqueur de la Coupe du Japon en 1968 et 1970
- Vainqueur de la Coupe de la Ligue japonaise en 1973 (titre partagé)